# LeToya
LeToya è l'album di debutto della cantante R&B statunitense Le Toya Luckett, uscito il 25 luglio 2006.
L'album ha debuttato al numero uno della Billboard 200 in patria, vendendo oltre 160 000 copie nella prima settimana di pubblicazione. Il disco è stato certificato platino nel dicembre del 2006.

## Tracce
1. "Intro" (G. Luckett, B. Pitre) – 0:56
2. "U Got What I Need" (L. Luckett, B. White, J. Smith, D. Young) – 3:44
  - Contains a sample of Barry White's "Walking In The Rain (With The One I Love).
3. "So Special" (T. Bishop, L. Luckett, T. Savage, D. Young) – 3:30
4. "Torn" (T. Bell, T. Bishop, L. Epstein, L. Luckett, D. Young) – 4:22
  - Contains a sample of The Stylistics's 1971 classic "You Are Everything.
5. "What Love Can Do" (K. Hilson, P. Medor, D. Nesmith, P. Smith) – 3:47
6. "She Don't" (Y. Davis, W. Millsap, C. Nelson, Lil Walt, ) –  4:04
  - Contains a sample of The Spinners's "We Belong Together".
7. "Tear Da Club Up" (H-Town Version) (featuring Bun B & Jazze Pha) (P. Alexander, B. Freeman, L. Luckett, K. Shelton, D. Young) – 3:49
8. "All Eyes on Me" (featuring Paul Wall) (L. Luckett, J. Rotem, P. Slayton, D. Young) – 3:34
  - Contains a sample of Sweet Charity's "Hey, Big Spender".
9. "Hey Fella" (featuring Slim Thug) (H. Lang Jr., S. Thomas, D. Young) – 3:53
10. "Gangsta Grillz" (featuring Mike Jones & Killa Kyleon) (T. Allen, S. Graham, M. Jones, L. Luckett, K. Riley, K. Shelton) – 3:50
11. "Obvious" (Bryan Michael Cox, L. Luckett, D. Young) – 3:55
  - Contains interpolations from Break Hard, Dude by AC/DC and samples Romeo's "Maybe.
12. "I'm Good" (L. Luckett, M. Riddick, Scott Storch, R. Waller) – 3:24
13. "This Song" (B. Cox, Jermaine Dupri, J. Austin) – 3:16
  - Contains interpolatins from Curtis Mayfield's "Eddie, You Should Know Better"
14. "Outro" (G. Curtis, G. Luckeet, L. Luckett, B. Pitre) – 1:37
  - Contains a sample of Michael Jackson's 1982 "P.Y.T. (Pretty Young Thing)".
15. "Torn (So So Def Remix)" (featuring Mike Jones & Rick Ross) (T. Bell, T. Bishop, L. Epstein, L. Luckett, D. Young) – 4:35